# Vexer Verlag
Der Vexer Verlag ist ein Kunstbuchverlag mit Sitz in St. Gallen und Büro in Berlin. Das Verlagsprogramm umfasst Künstlerbücher und Editionen, Kataloge und Monografien zur zeitgenössischen Kunst, darunter auch Tonträger, Filme und Grafik-Mappen. Der Verlag wurde 1985 von Josef Felix Müller gegründet und wird heute von seiner Tochter Vera Ida Müller geleitet.
Zu den Künstlerinnen und Künstlern im Verlagsprogramm gehören u. a. Roman Signer, Erik Steinbrecher, Ian Anüll, Peter Liechti, Lutz & Guggisberg, Till Velten, Alba Frenzel und Zilla Leutenegger.